# Cupuladria multispinata
Cupuladria multispinata är en mossdjursart som först beskrevs av Ferdinand Canu och Ray Smith Bassler 1923.  Cupuladria multispinata ingår i släktet Cupuladria och familjen Cupuladriidae. Inga underarter finns listade i Catalogue of Life.